# Jo Dalton
Ne doit pas être confondu avec Joe Dalton.
Jo Dalton, de son vrai nom Jérémie Maradas-Nado (né en 1968), est un rappeur d'origine centrafricaine, vivant en France. Il est également producteur de rap et de musique urbaine. Il réalise par ailleurs des courts métrage disponibles sur YouTube.

## Biographie

### Famille et jeunesse
Le grand-père de Jérémie est tirailleur pendant la Première Guerre mondiale, décoré par la France. Son père est sénateur sous la Cinquième République et plusieurs fois ministre en Centrafrique. Ses oncles ont combattu pour la France en Indochine,,. Il est le frère de Daddy Lord C.
Surnommé « Jo Dalton » pour ses ressemblances avec le personnage de bande dessinée Joe Dalton, ainsi que « Cool J », il est contraint de quitter l’Empire centrafricain à l'âge de dix ans, Jean-Bedel Bokassa ayant décidé de supprimer tous les hommes de sa famille. Il arrive en France en 1981 et grandit à Nemours en Seine-et-Marne, département dont il se dit originaire, et à Grigny dans l'Essonne. N'ayant pas la nationalité française, il renouvelle sa titre de séjour tous les dix ans. Dans les années 1980, dans le cadre de la lutte antifasciste contre les skinheads, il rejoint les Asnays, puis les Black Dragons où il est le « chef de section kamikaze », la section la plus dure, consacrée aux « expéditions punitives ».

### Carrière
Jérémie est membre de l'équipe de France de taekwondo (il est 5ème Dan) et plusieurs fois champion de France (entre 1991 et 1994, puis entre 1996 et 1998) et enseigne cet art martial à des jeunes,.
En 1997 avec ses associés, Hans du H-Management, Semi J. , Kim Akéo, son label Da L'As Production (Producteur de l'album de Daddy Lord C de la Cliqua Le noble art) produit une compilation de rap en partenariat avec l'UNESCO. Le disque l'univers des lascars (Da L'As production/Emi Chrysalis) se vend à 50 000 exemplaires dont les bénéfices sont reversés pour l’enfance en détresse dans le monde. Cette compilation regroupe notamment IAM, Oxmo Puccino, La Cliqua et La Brigade.

### Engagement
Jérémie est d'abord proche de l'humoriste Dieudonné, qui le convainc par sa défense du droit des Noirs et dont il assure bénévolement la sécurité pendant plusieurs années, ainsi que d'Alain Soral et de son mouvement Égalité et Réconciliation. Il se désolidarise finalement des deux hommes dans le courant de l'année 2014 et les critique vivement sur internet : il relaie notamment les accusations de harcèlement sexuel et d'injures racistes que porte un mannequin à l'égard de Soral et accuse Dieudonné, avec qui il est en litige pour des raisons financières, d'avoir « trahi la cause noire » en « s’alliant avec les fachos ».

## Discographie
- 2005 : Les nerfs à vif

## Livres
- Jo Dalton, cœur de gang, par Jérémie Maradas-Nado et Cristina L'Homme (aux éditions La Manufacture de livres)
- Gangs Story, par Kizo et Yan Morvan (aux éditions La Manufacture de livres)

## DVD
- 2007 : The Black Dragon Gang[12]
- 2009 : Légende urbaine